# Unidade Galega (coalizão)
Unidade Galega (UG) foi uma coalização formada pelo Partido Obreiro Galego, o Partido Socialista Galego e o Partido Galeguista em 1979.
O fim da coalização era a conseqüência de um grupo nacionalista no Congresso dos Deputados que pudesse negociar um bom estatuto de autonomia da Galiza. Embora as eleições gerais em 1979, conquistou 58.391 votos (5'35%) não conseguiram representação parlamentar. Nas eleições municipais de 1979 teve 68.759 votos (6'35%) e conseguiu 141 vereadores e a prefeitura da Corunha para Domingo Merino.